# Wesołów (Opole)
Pour les articles homonymes, voir Wesołów.
Wesołów est une localité polonaise de la gmina d’Ujazd, située dans le powiat de Strzelce en voïvodie d'Opole.